# Àcid 3-fosfoglicèric
L'àcid 3 fosfoglicèric — o 3-fosfoglicerat sota forma desprotonada, abreujat com 3PG — és un compost orgànic important en bioquímica. Només és biològicament actiu l'enantiòmer 3-fosfo-D-glicerat. Intervé segons el cas com metabòlit de la glucòlisi en relació amb la cadena respiratòria o com intermediari el cicle de Calvin en relació amb la fotosíntesi.

## Biosíntesi
El grup fosfat té un alt potencial de transferència de l'àcid 1,3-difosfoglicèric (1,3-DPG) produït al curs de la glucòlisi permet fosforilar una molècula d'ADP en ATP per formar el 3-fosfo-D-glicerat (3PG) sota acció de la fosfoglicerat cinasa.